# Xian de Longhui
Le xian de Longhui (隆回县 ; pinyin : Lónghuí Xiàn) est un district administratif de la province du Hunan en Chine. Il est placé sous la juridiction de la ville-préfecture de Shaoyang.

## Démographie
La population du district était de 1 102 626 habitants en 1999.